# Paraplagusia longirostris
Paraplagusia longirostris és un peix teleosti de la família dels cinoglòssids i de l'ordre dels pleuronectiformes que es troba a les costes del sud de Papua Nova Guinea i el nord d'Austràlia.